# Frans Sjöström
Yngve Frans-Henrik Sjöström (* 24. August 1944 in Malmö; † 19. August 2023) war ein schwedischer Jazzmusiker (Sopran- und Basssaxophon, auch Banjo, Komposition) und Hörfunkmoderator.

## Leben und Wirken
Sjöström war viele Jahre lang Moderator beim Sveriges Radio, vor allem bekannt für die Jazzsendung Stardust in P2. Er spielte mit Hans Carling in Coolings Traditional Jazzmen, Leif Bluncks Lucky Seven und mit Mikael Wiehe im Kabaréorkestern. Mit Jacques Werup leitete er zunächst ein Quartett, nach 1970 die größere Werup-Sjöströmgruppen; mit beiden Bands entstanden Aufnahmen. Er war außerdem Mitglied des Drömorkestern und spielte auf dessen beiden Alben. Er spielte nicht nur Sopransaxophon (gelegentlich auch Tenorsaxophon, Banjo und Piano), sondern war auch einer der wenigen schwedischen Musiker, die Basssaxophon spielten. Sjöström tourte mehr als zwanzig Jahre lang als Basssaxophonist mit verschiedenen traditionellen Jazzbands in Europa, Australien, Japan, Pakistan, Aruba und den USA. Er strebte einen Klang an, der dem berühmten Basssaxophonisten Adrian Rollini möglichst ähnlich war. Im Bereich des Jazz war er laut Tom Lord zwischen 1963 und 2017 an 66 Aufnahmesessions beteiligt, u. a. mit Tom Pletcher, Matthias Seuffert, Keith Nichols, Tomas Örnberg, Bent Persson und Roy Williams.
Sjöström komponierte mehrere Dramen für das Rundfunktheater, darunter Järnvagnen und Rösterna. Für Sveriges Television schrieb er die Musik zu Skånska Mord (1986).

## Diskographische Hinweise
- Blunck’s Lucky Seven: Blunck’s Lucky Seven 1966 (2004)
- Werup-Sjöströmgruppen: Makten och Härligheten (Sonet, 1973)
- Helena Brodin, Frej Lindqvist, Frans Sjöström: H. C. Andersen I (EMI, 1977)
- Mikael Wiehe & Kabaréorkestern: Elden Är Lös (Amalthea, 1979)
- Andy Schumm, Josh Duffee, David Boeddinghaus, Kristoffer Kompen, Mauro Porro, Frans Sjöström: Bix Off the Record (Lake, 2015)
- Håkan Serner, Frans Sjöström: Bröderna Grimm II (EMI)